# جاده ای۱۱۸
جاده ای۱۱۸ (به انگلیسی: A118 road) یکی از جاده‌های کشور انگلستان است.
این جاده از ناحیه بوو شروع و در ناحیه رامفورد، لندن به پایان می‌رسد، طول این جاده ۱۸٫۲ کیلومتر است.